# ماثيو قاولد
ماثيو قاولد (بالإنجليزية: Matthew Gould) هو دبلوماسي بريطاني، ولد في 20 أغسطس 1971.